# Hospital de Móstoles (metrostation)
Hospital de Móstoles is een metrostation in Móstoles. Het station werd geopend op 11 april 2003 en wordt bediend door lijn 12 van de metro van Madrid.
- Virtual International Authority File: 129095705